# Pachylister adjectus
Pachylister adjectus är en skalbaggsart som först beskrevs av Sylvain Auguste de Marseul 1861.  Pachylister adjectus ingår i släktet Pachylister och familjen stumpbaggar. Inga underarter finns listade i Catalogue of Life.